# Rio Kasari
O rio Kasari é um rio do oeste da Estônia com 112 km de extensão. O Kasari deságua na Baía de Matsalu, parte do Väinameri.